# 杉原晃史
杉原 晃史（すぎはら あきふみ　1961年1月28日〜2020年12月22日）は、国際映画プロデューサー。
落語コンテンツプロデューサー兼評論家。
映画等のプロデュースに加え、30年に亙り海外30数か国を飛び回り、日本向けに買い付けた洋画の数は2000作品を超える。

## 人物
- 英検１級、将棋アマ5段、剣道３段、珠算１級。
- 趣味は日本古代史研究、落語寄席通い。

## 経歴
山梨県出身。1979年3月山梨県立石和高等学校卒業。1984年3月上智大学外国語学部英語学科卒業。文学士。
1984年4月〜1987年4月カシオ計算機株式会社。1987年5月〜2000年12月ギャガ・コミュニケーションズ勤務。1999年10月より常務取締役。2001年1月〜2005年4月ワーナーブラザーステレビジョン日本代表。
2005年5月〜2009年6月アミューズメントメディア総合学院副理事長兼AMGエンタテインメント株式会社代表取締役社長。
2009年7月〜2016年5月日活株式会社取締役。2017年4月〜2020年12月北九州予備校東京校英語科講師。

## プロデュース作品（代表作）
- 映画：『あなたを忘れない』、『ＧＳワンダーランド』、『冷たい熱帯魚』、『ヘルドライバー』、『ある優しき殺人者の記憶』
- 落語DVD：『大師匠シリーズ』

## 買い付け映画作品（代表作）
- 『グリーンマイル』、『セブン（映画）』、『マスク（1994年の映画）』，『オール・アバウト・マイ・マザー』、『息子の部屋』、『きっと、うまくいく』

## 著作物
- 『教養の泉　難関大学入試英語活用法』　2021年3月31日　三恵社　共著（田中浩司)

## 資格
- 日本アカデミー賞協会会員